# Spencer (arme)
Pour les articles homonymes, voir Spencer.

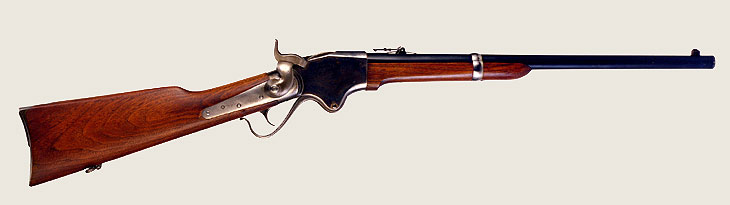
La Spencer carbine est une version à canon court (20 inches, soit 51 cm - au lieu de 22 inches, soit 56 cm) et allégée (garde-main effilé, pas de porte-baïonnette) du fusil militaire Spencer rifle. La cavalerie US en était dotée, et cette version a été bien plus répandue en Amérique du Nord que la version à canon long (visible infra).

Le Spencer est un fusil militaire nord-américain conçu en 1860. Il associe des innovations radicales pour l'époque : un chargement par la culasse et un système de rechargement rapide à répétition manuelle par levier de sous-garde. La réserve de sept cartouches métalliques (à percussion annulaire) est contenue dans un magasin tubulaire logé dans la crosse.
Le Spencer est la première arme d'épaule individuelle officiellement adoptée et produite en masse par une nation industrialisée.
Le fusil Spencer, assez largement utilisé par les Unionistes pendant la guerre de Sécession, n'a jamais détrôné les « rifled muskets » (fusils à un coup, à canon rayé, à percussion et à chargement par la gueule comme le fusil Springfield Model 1861 en particulier) dont l'infanterie était dotée.
Mais sa version à canon court, la Spencer carbine, a été bien plus largement diffusée que la version « fusil long » et a été extrêmement populaire dans la cavalerie US - puis chez les pionniers et les Amérindiens pendant la conquête de l'Ouest

## Technique

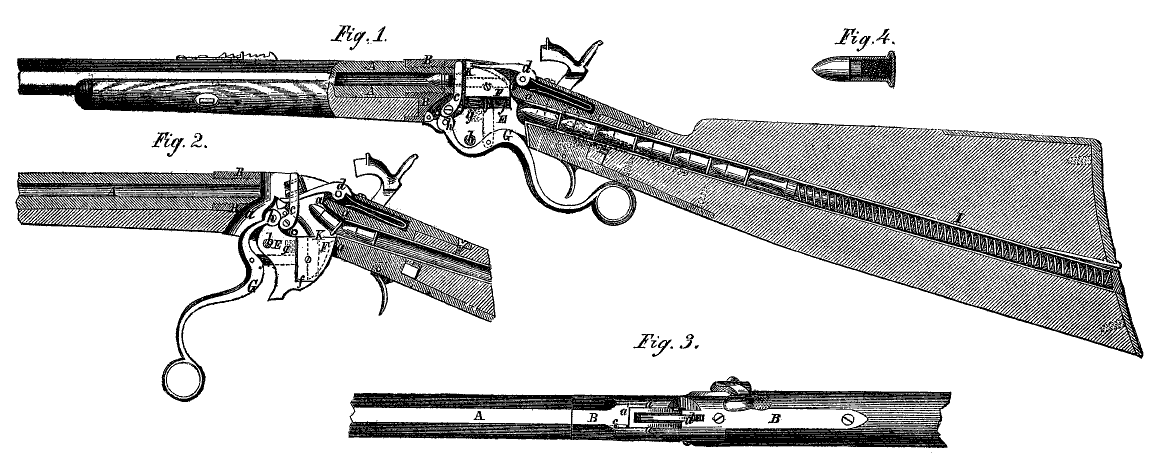
Structure interne du Spencer. Sur le schéma, le levier de sous-garde est terminé par un anneau, alors qu'on le voit plus souvent en S. Noter le magasin logé dans la crosse.

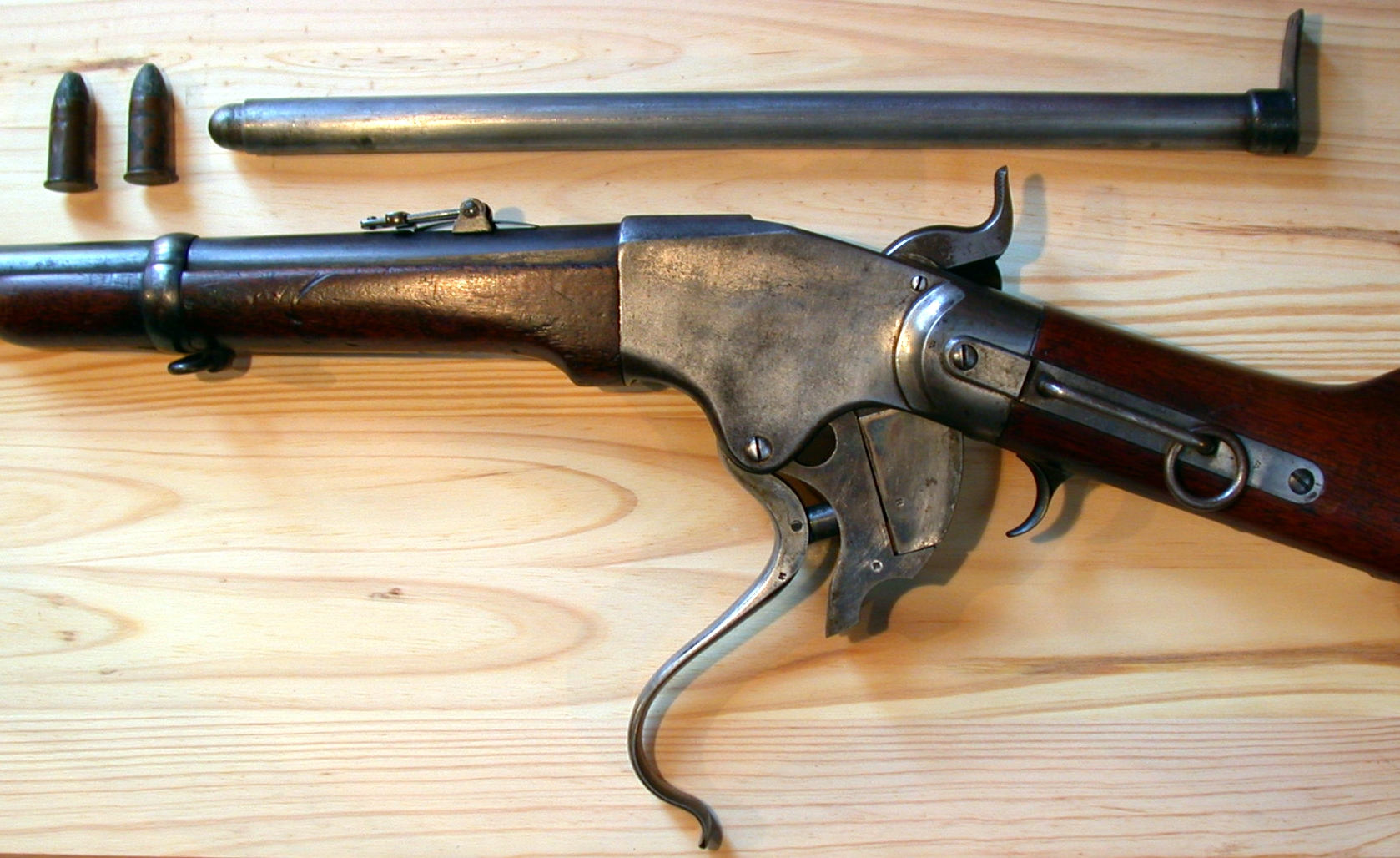
Spencer carbine culasse ouverte. Dans cette position une alimentation de la chambre avec une cartouche à la fois est possible, ce qui permet en tirant coup par coup d'économiser les cartouches. Un anneau coulissant est fixé sur le côté gauche du boitier et permet au cavalier d'attacher l'arme à une sangle pour l'empêcher de tomber à terre.

Le fusil fut conçu par Christopher Miner Spencer en 1860, et fabriqué au début par la Spencer company puis aussi par la Ambrose Burnside Rifle Co. La version carabine (carbine) du Spencer fut produite environ 6 fois plus que la version fusil militaire (rifle) et fut très populaire parmi les troupiers unionistes.
Comme son projectile de gros calibre (.52, soit 13 mm) et à faible vitesse initiale chutait rapidement, le Spencer entre les mains d'un tireur moyen n'était précis que jusqu'à 200 yards : il n'était alors en somme guère plus efficace que les classiques Springfield Model 1855 ou Springfield Model 1861 dont les soldats bleus étaient dotés. Mais sa cadence de tir (14 à 20 coups/min) écrasait celle de n'importe quel rifled musket (fusil militaire à un coup, canon rayé et à chargement par la bouche), qui ne pouvait pas tirer plus de 3 coups/min entre des mains entraînées.

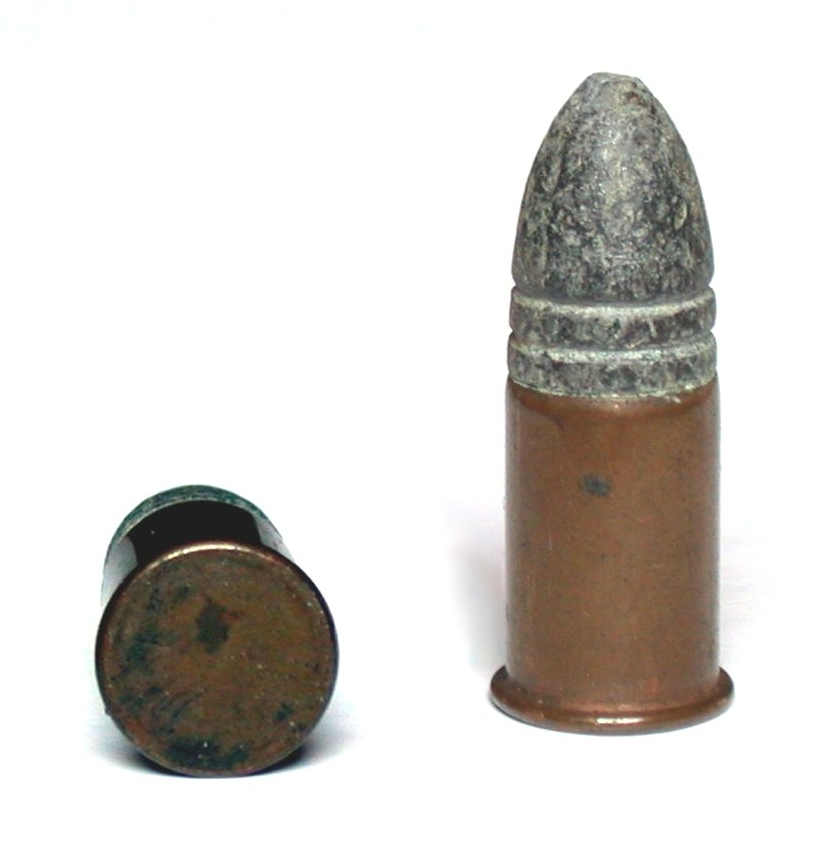
La cartouche "56-56 Spencer" : étui cylindrique en cuivre mince (qui se dilate dans la chambre et assure l'étanchéité), grosse balle de plomb à jupes (elles épousent les rayures du canon et assurent la stabilité de trajectoire du projectile), amorçage annulaire.

La cartouche, dont l'étui métallique est muni d'un rebord (ce qui facilite l'extraction et augmente l'étanchéité de la chambre lors de l'explosion), est cylindrique, ce que symbolise sa dénomination : "56-56 Spencer". Alors qu'en principe le premier des chiffres se rapporte au calibre du canon et le second au poids de poudre noire présent dans la cartouche ici les chiffres se rapportent au diamètre de l'étui au niveau de sa base et au niveau de son col.
La charge standard était de 45 grains (2,9 g) de poudre noire, et assurait à la balle une vitesse d'environ 350 m/s à la gueule du canon, et donc une énergie cinétique d'environ 1 500 joules . L'amorce était du type annulaire, et le diamètre de la balle de plomb variait (selon les manufacturiers) de .54 à .555 inches (13,7 à 14,1 mm) .
Fonctionnement : abaisser le levier de sous-garde expulse l'étui vide de la chambre; remonter le levier ferme la chambre sur la cartouche neuve qui a été poussée en avant par le ressort du magasin. Le chien n'étant pas armé lors du mouvement du levier de sous-garde, le tireur doit le tirer en arrière pour pouvoir faire feu (comme sur les revolvers single-action).
La cadence de tir est d'environ 14 coups/min entre des mains entraînées .
Une fois vide, le magasin tubulaire amovible logé dans la crosse pouvait être remplacé rapidement par un plein grâce à des chargeurs cylindriques inventés par un certain Blakeslee,.

## Historique

### En Amérique
Le conservatisme du United States Department of War (ministère de la Guerre à Washington) freinait l'adoption officielle du Spencer. De plus l'expert Hiram Berdan et le président Abraham Lincoln, qui avaient essayé le Spencer, étaient plutôt réservés, et divers affairistes soutenaient par lobbying plusieurs modèles d'armes nouvelles. Les contrats de commandes furent finalement signés.
Le Spencer fut d'abord délivré à l'US Navy, en version rifle (fusil militaire). Il apparut ensuite au combat pour la première fois, sous la forme de la carabine Spencer, entre les mains des cavaliers de l'US Army à Sharpsburg, lors de la bataille d'Antietam (17 septembre 1862).
Durant la guerre de Sécession, la sûreté de fonctionnement et la puissance de feu du Spencer en firent une arme très appréciée
.
Les Confédérés capturèrent un certain nombre de Spencers, mais leur usage par les Sudistes fut limité, en particulier parce que le manque de cuivre empêchait la Confédération de fabriquer la cartouche en série.

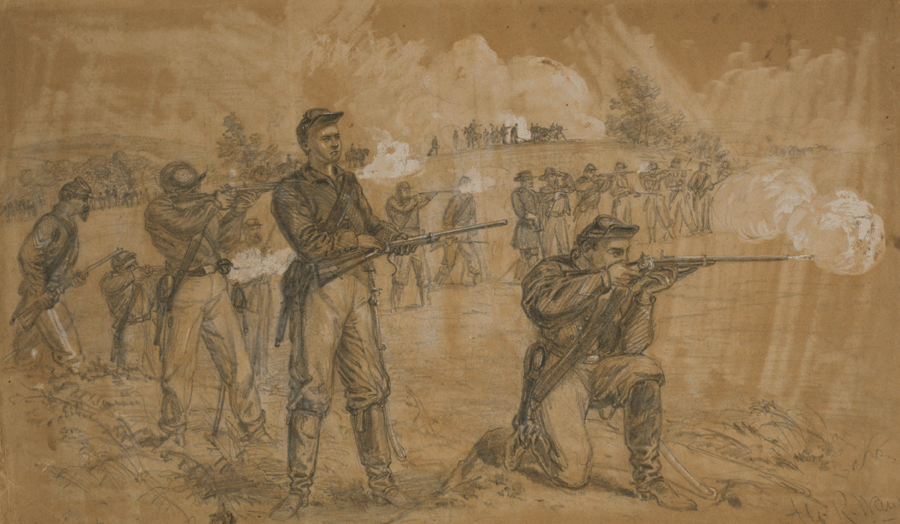
Dessin d'Alfred Waud : cavaliers unionistes du 1st Maine Cavalry ayant mis pied à terre et tiraillant en ligne lors de la bataille de Middleburg (17-19 juin 1863). Au centre, on peut voir le levier de sous-garde de la Spencer carbine en position verticale (culasse ouverte : le soldat alimente calmement son arme en mode « coup par coup ») - à droite le tireur a déplié la hausse et pris appui sur son genou, pour un tir précis à « longue portée ».

Le Spencer rifle fut surtout utilisé à partir de 1863. Ainsi, lors de la bataille de Hoover's Gap, principal affrontement de la Campagne de Tullahoma, la Lightning Brigade du colonel John T. Wilder, démontra l'efficacité d'une forte puissance de feu.
Pendant la campagne de Gettysburg, lors de la bataille de Hanover (30 juin 1863), 2 régiments de la Michigan Brigade sous George Armstrong Custer utilisèrent le Spencer contre les cavaliers de Jeb Stuart.
Trois jours plus tard, lors de la bataille de Gettysburg, sur le terrain de bataille appelé depuis East Cavalry Field , les cavaliers bleus sous les brig.gen. David McM. Gregg et George Armstrong Custer sont armés de Spencers lorsqu'ils repoussent Jeb Stuart qui essaie (en vue d'exploiter un éventuel succès de la charge de Pickett) de s'infiltrer à l'arrière de l'armée du Potomac de George G. Meade.
Fin septembre 1863, les reconnaissances de cavalerie nordistes et sudistes s'affrontent à la veille de la bataille de Chickamauga; les Nordistes sont armés de Spencer carbines, qui leur donnent une nette supériorité face aux mousquetons Enfield P. 1861 des Sudistes .
Par la suite, des corps Unionistes de plus en plus nombreux dans la cavalerie ou l'infanterie montée sont équipés de Spencers, tant il est évident qu'un cavalier a bien plus de difficulté qu'un fantassin à recharger une arme à feu par la bouche. Le Spencer avait une bonne réputation de fiabilité, et assurait à son possesseur une puissance de feu nettement supérieure à celle accordée par les rifled muskets ou les carabines à un coup classiques. Cependant, l'évolution des mentalités qui aurait permis d'exploiter à fond cet avantage tactique fut très lente à se faire dans les états-majors : on craignait le gaspillage de munitions, dont l'approvisionnement posait d'ailleurs problème. Et certains détracteurs se plaignaient de la fumée et des vagues de chaleur surmontant le canon : cela empêchait, disaient-ils, de voir l'ennemi.
Cette surchauffe des armes a d'ailleurs pu se produire en particulier lors d'un échange intensif comme lors de la bataille de Haw's Shop (28 mai 1864) : les cavaliers des deux camps ont mis pied à terre, se sont postés derrière des parapets et tiraillent à volonté (mousquetons Enfield P. 1861 
des Confédérés contre Spencer carbines des unionistes), signant le déclin définitif de la cavalerie d'antan devant l'arme à feu moderne, arme qui provoque ce jour près de 800 pertes en 7 heures de combat.
Le 11 mai 1864, lors de la bataille de Yellow Tavern, la plupart des hommes que Philip Sheridan emmène dans un énorme raid (10 000 cavaliers, 32 canons) est armée de Spencer carbines .
John Wilkes Booth, qui assassina le président Abraham Lincoln le 14 avril 1865 était en possession d'une Spencer carbine lorsqu'il fut tué par ses poursuivants le 26 avril suivant.
Autre preuve de la popularité que la Spencer acquit auprès des troupiers unionistes, et par contre-coup auprès des décideurs : elle détrône la Burnside carbine à un coup conçue et fabriquée par le major general Ambrose Burnside. Il est vrai que la Burnside est sur le terrain bien inférieure à la Spencer : son rechargement après chaque tir est long; le tireur doit de plus mettre ensuite en place une capsule, indispensable pour la mise à feu; l'étanchéité de la culasse est incertaine et des gaz brulants menacent souvent les yeux du tireur. Affront supplémentaire lors d'une triste fin de carrière militaire pour l'ex-major general Ambrose Burnside : à partir de début 1865 et jusqu'à la fin des hostilités, la « Burnside Arms Co. » ne produit plus que des « Spencer carbines ».

### Évolution

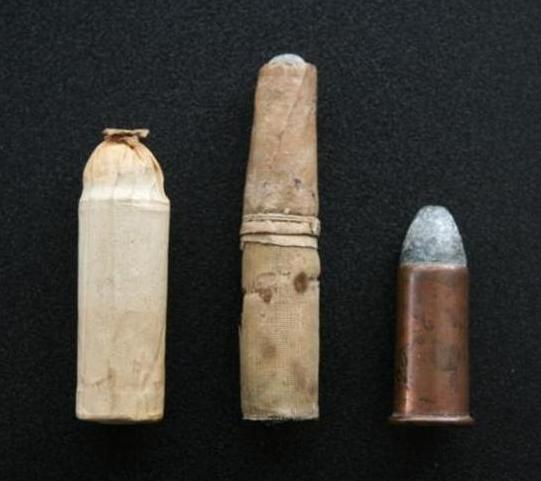
La supériorité du Spencer dut être évidente pour les belligérants européens lors de la guerre de 1870, ne serait-ce qu'au plan des munitions : à gauche cartouche de fusil Dreyse, au centre cartouche de chassepot (toutes deux enveloppées de papier), à droite cartouche « 56-56 Spencer » à étui en tombac

C.M. Spencer n'était pas un homme d'affaires : il ne vit pas les potentialités que la conquête de l'Ouest offrait aux armuriers, et l'usine périclita dès que, à la fin de la guerre de Sécession, les commandes gouvernementales cessèrent.
La Spencer Arms Co. fut achetée par la Fogerty Rifle Company, puis par Oliver Winchester, et le Spencer, comme le fusil Henry, cessa d'être produit au profit de la Winchester 1866.
Environ 200 000 Spencers avaient été produits, et on put encore trouver la munition 56-56 Spencer classique, à percussion annulaire, jusque dans les années 1920. Beaucoup de Spencers furent par la suite transformés pour pouvoir utiliser une cartouche à percussion centrale dérivée de la .50-70.
La Spencer carbine fut longtemps une favorite des amérindiens, en particulier pendant les dernières guerres indiennes. Ainsi Roman Nose paradait avec « une carabine Spencer à 7 coups pendue sur le côté de sa selle, 4 gros revolvers Navy passés à la ceinture, et il serrait un arc bandé et des flêches dans la main gauche. »

### À l'étranger
En Europe : des cargaisons de Spencers furent achetés par la France lors de la guerre de 1870 contre la Prusse.
En Asie, dans le cadre de l'utilisation débutante à grande échelle des armes à feu au Japon, le Spencer rifle arma les guerriers du domaine de Tosa lors de la guerre de Boshin (1867-1868).

## De nos jours
Les « reenactors » nord-américains sont fiers de parader, costumés en cavaliers bleus, avec un Spencer...
Dans Impitoyable (1992) de Clint Eastwood, l'ancien U.S.C.T. Ned Logan (joué par Morgan Freeman), l'ami de Will Munny, est armé d'une Spencer carbine, et prouve que c'est une arme précise à longue distance.
La Petite Fille Bois-Caïman, tome 6 de la BD Les Passagers du vent de François Bourgeon montre clairement (p. 40,41,42) le fonctionnement (et même le rechargement) de la Spencer carbine, et sa supériorité sur les armes à un seul coup et à chargement par la gueule.

## Culture populaire
Le Spencer apparaît dans le jeu vidéo Red Dead Redemption 2.
Le Spencer apparaît dans le jeu vidéo Hunt: Showdown 1896.